# Курчум (приток Иртыша)
Курчу́м (Куршим; каз. Күршім) — река в Курчумском районе Восточно-Казахстанской области Республики Казахстан, правый приток Иртыша. Длина реки — около 280 км, площадь бассейна — 4500 км². Среднегодовой расход воды в районе села Топтерек составляет 60,8 м³/с.
Берёт начало в горах юго-западного Алтая, вытекает из безымянного озера в межгорной котловине Курчумского хребта и хребта Сарымсакты. Течёт в юго-западном направлении. Впадает в Бухтарминское водохранилище на реке Иртыш западнее села Курчум.
Питание за счёт таяния снегов и подземных вод. Река горная, с крутыми и обрывистыми берегами.
Водится рыба: хариус, ленок, таймень.

## Притоки
Сарымсакты, Теректы, Кундузды.